# Morten Christensen
Morten Christensen, né le 15 juin 1965 à Copenhague, est un joueur de tennis professionnel danois.

## Carrière
Il a notamment atteint les quarts de finale en double du tournoi de tennis des Jeux olympiques de Séoul avec Michael Tauson où il élimine la paire canadienne Connell/Michibata au premier tour. En simple, il perd d'entrée contre le yougoslave Slobodan Živojinović.
Principalement actif sur le circuit Challenger, il remporte en 1987 le tournoi de la Martinique en double, puis en 1988 ceux d'Hanko et Thessalonique. Sur le circuit ATP, son meilleur résultat est une demi-finale à Båstad et un quart de finale à Tokyo en 1986 avec Michael Tauson. En simple, il a battu Magnus Gustafsson au premier tour du tournoi de Copenhague en 1993 et Martin Damm au même endroit l'année suivante.
Membre de l'équipe du Danemark de Coupe Davis, il a joué surtout en double à partir des années 1990 avec Kenneth Carlsen. Il a également battu Emilio Sanchez lors du premier tour en 1988 (5-7, 2-6, 6-4, 6-3, 6-4).

## Parcours en Grand Chelem

### En simple
N'a jamais participé à un tableau final

### En double
| Année | Open d'Australie | Open d'Australie | Internationaux de France    | Internationaux de France | Wimbledon | Wimbledon | US Open                  | US Open               |
| ----- | ---------------- | ---------------- | --------------------------- | ------------------------ | --------- | --------- | ------------------------ | --------------------- |
| 1986  | —                | —                | —                           | —                        | —         | —         | 1er tour (1/32) Jim Pugh | Rick Leach Tim Pawsat |
| 1987  | —                | —                | 1er tour (1/32) L. Wahlgren | J. Nyström M. Wilander   | —         | —         | —                        | —                     |

N.B. : le nom du ou de la partenaire se trouve sous le résultat ; le nom des ultimes adversaires se trouve à droite.